# Augustin-Joseph de Mailly

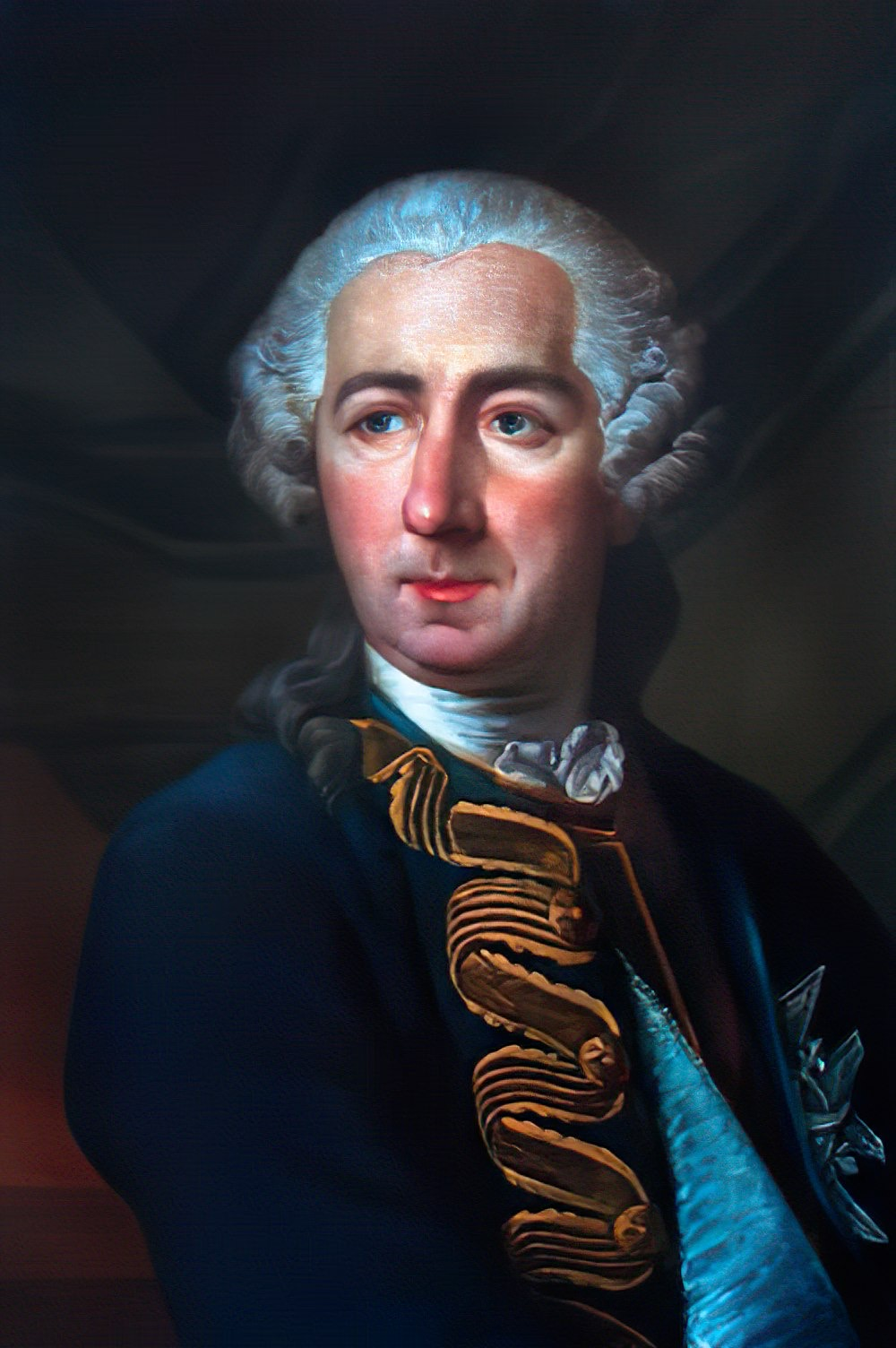
Augustin-Joseph de Mailly, Anonymes Porträt von 1750

Augustin-Joseph de Mailly (* 5. April 1708 in Villaines-sous-Lucé, getauft am 16. August 1713 in Haucourt; † guillotiniert 25. März 1794  in Arras) war ein französischer Offizier, der zum Marschall von Frankreich befördert wurde.
Er war Comte de Mailly (ab Januar 1744), Marquis d’Haucourt, Saint-Michel-d’Halescourt et de Ville-Dieu, Baron de Saint-Amand, Seigneur de Saint-Léger et d’Assigny, Châtelain de La Roche-de-Vaux, Douvres, la Faigne, Pontvallain etc.

## Leben
Augustin-Joseph de Mailly stammt aus dem Haus Mailly, einer der ältesten Familien des französischen Adels. Er ist der erste Sohn von Joseph de Mailly (1677–1755), Seigneur et Marquis de Mailly-Haucourt, und Louise-Madeleine de La Rivière de La Roche.
Seine Militärlaufbahn begann er 1726 bei den Musketieren. Am 13. März 1728 wurde er Enseigne im Régiment de Mailly infanterie, das unter dem Kommando von Victor-Alexandre de Mailly, Baron und ab 1729 Marquis de Mailly, stand. Er wechselte in die Compagnie des Gendarmes de la Reine der Königin Maria Lesczcynska, wo er am 31. März 1733 zum Lieutenant ernannt wurde.

### Polnischer Thronfolgekrieg
Als im gleichen Jahr der Polnische Thronfolgekrieg ausbrach, diente Augustin-Joseph de Mailly im Oktober bei der Belagerung von Kehl. Am 25. März 1734 wurde er Sous-Lieutenant der Compagnie des Chevau-léger de Berry im Rang eines Mestre de camp de cavalerie; er kämpfte beim Angriff auf die Ettlinger Linie (Mai) und bei der Belagerung von Philippsburg (Juni/Juli). Am 20. Oktober 1735 nahm er am Gefecht bei Klausen teil. Am 16. April 1738 wurde er Capitaine-lieutenant der Compagnie des Gendarmes de Berry. Im Februar 1740 wurde er zum Ritter im Ordre royal et militaire de Saint-Louis ernannt.

### Österreichischer Erbfolgekrieg
Nach dem Eintritt Frankreichs in den Österreichischen Erbfolgekrieg nach dem Vertrag von Nymphenburg vom 28. Mai 1741 wechselte Augustin-Joseph de Mailly im August 1741 in die Westfalenarmee unter Marschall Maillebois. Am 11. Januar 1742 wurde er zum Capitaine-lieutenant der Compagnie des Gendarmes écossais ernannt und gab in diesem Zusammenhang die Berry-Kompanie ab. Im August desselben Jahres marschierte er mit der Westfalenarmee an die böhmischen Grenze und kehrte im Januar 1743 nach Frankreich zurück.
Am 20. Februar 1743 wurde er zum Brigadier de cavalerie ernannt, schloss sich im Juli der Rheinarmee an und trug zur Verteidigung des Elsass bei. Im Jahr 1744 – jetzt als Comte de Mailly – wurde er in derselben Armee eingesetzt und befehligte ein Gendarmeriekorps beim Angriff auf die Weißenburger Linien. Anschließend diente er bei der Belagerung von Freiburg (September bis November). 1745 wurde er in der Flandernarmee eingesetzt, kämpfte in der Schlacht bei Fontenoy (11. Mai) und diente bei der Belagerung der Städte und Zitadellen von Tournai (April–Juni), Oudenaarde (Juli) und Dendermonde (August). Am 16. August wurde er zum Maréchal de camp befördert und nahm in diesem Rang an der Belagerung von Ath (September/Oktober) teil.
1746 wurde der Comte de Mailly in der Italienarmee eingesetzt und befehligte dort ein separates Korps, mit dem er in der Schlacht bei Piacenza (16. Juni) kämpfte, beim Übergang über den Po die Nachhut der Armee kommandiert, und am Gefecht am Tidone beteiligt war. Danach nahm er unter dem Befehl von Marschall Belle-Isle an der Verteidigung der Provence teil. 1747 wurde er weiterhin in der Italienarmee eingesetzt, nahm an der Wiedereroberung der Île Sainte-Marguerite teil und befehligte am 3. Juni eine Kolonne beim Übergang über den Var. Mit dem separaten Korps, das er kommandierte, trug er zum Angriff auf die Verschanzungen am Colle dell’Assietta (19. Juli) bei und bildete die Nachhut beim Rückzug der Armee. Anschließend befehligte er ein Truppenkorps im Feldlager von Vars, das er mithilfe der Linien, die er von Besançon bis nach Savoyen hatte errichten lassen, vor feindlichen Übergriffen bewahrte. Später zog er mit der französischen Armee bis in die Grafschaft Nizza und kämpfte beim Gefecht am Roya. Am 1. September desselben Jahres erhielt er das Kommando über Abbeville. 1748 wurde er in der gleichen Armee eingesetzt und im Dezember zum Lieutenant-général des Armées du Roi befördert.

### Zwischen den Kriegen
Am 21. Mai 1749 wurde er zum Inspecteur-général de la Cavalerie et des Dragons ernannt. Er wurde Sénéchal und Grand-Bailli des Ponthieu sowie am 8. August Lieutenant-Général et Commandant en chef im Roussillon. Im Jahr 1750 schloss er im Namen des Königs einen Sondervertrag mit Spanien, um die Pyrenäengrenze zu begradigen. Während seiner Zeit als Gouverneur des Roussillon ließ er in dieser Provinz eine Militärakademie für den Adel sowie mehrere Krankenhäuser und Manufakturen errichten. Seinem Einsatz ist es auch zu verdanken, dass die Stadt Port-Vendres, die in den Auseinandersetzungen zwischen Frankreich und Spanien stark gelitten hatte, wiederaufgebaut und der Hafen für die Stationierung von Kriegsschiffen ausgebaut wurde.

### Siebenjähriger Krieg
Im Juli 1754 war er im Feldlager von Saarlouis stationiert. Nach dem Ausbruch des Siebenjährigen Kriegs wechselte er am 1. März 1757 zur Deutschlandarmee, wo er zunächst in einem Truppenkorps unter dem Kommando des Prince de Soubise diente, sich dann der Gesamtarmee anschloss und an der Schlacht bei Hastenbeck (26. Juli) teilnahm. Nach dieser Schlacht schloss er sich der Armee des Prinzen von Soubise an der sächsischen Grenze an, kämpfte in der Schlacht bei Roßbach (5. November), wo er verwundet wurde und in Gefangenschaft geriet. 1759 wurde er ausgetauscht, 1760 und 1761 diente er wieder in der Deutschlandarmee.

### Das Ende des Ancien Régime
1771 wurde er Directeur-général des Camps et Armées für die Pyrenäen, die Mittelmeerregion und die Alpen. Am 2. Februar 1776 wurde er zum Ritter im Ordre du Saint-Esprit ernannt, die Aufnahme erfolgte am 26. Mai. Am 23. Juni 1783 wurde er zum Marschall von Frankreich befördert und am 14. Juni 1783 in dieser Eigenschaft vereidigt.
König Ludwig XVI. übertrug ihm 1790 das Kommando über eine der vier von der Konstituante beschlossenen Armeen und der 14. und 15. Division. Am 22. Juni 1791 trat er zurück, als er von der Flucht nach Varennes des Königs und der königlichen Familie erfuhr. Als er beim Tuileriensturm am 10. August 1792 merkte, dass das Leben des Königs in Gefahr war, begab er sich trotz seines hohen Alters zum Tuilerienpalast, wo Ludwig XVI. ihm das Kommando über die im Schloss befindlichen Truppen übertrug. Der Marschall leitete nun die nutzlose Verteidigung des Schlosses durch ein Korps von Adligen und der Gardes suisses. Als es einem Trupp Aufständischer gelang, in das Schloss einzudringen, und Marschall de Mailly kurz davor war, mit einer Axt getötet zu werden, wurde er durch den Einsatz eines Bürgers gerettet, der ihn den Aufständischen entziehen und in sein Hôtel particulier bringen konnte.
Acht Tage später wurde Marschall de Mailly verhaftet und zu seiner Abteilung gebracht, wo man ihn in das Prison de l’Abbaye stecken wollte, doch einer der Kommissare widersetzte sich; der Marschall konnte entkommen und mit seiner ganzen Familie nach Mareuil in der Picardie flüchten. Am 26. September 1793 wurde er erneut verhaftet, nach Doullens und dann nach Arras ins Gefängnis gebracht, vor das Revolutionstribunal gestellt, verurteilt und am 25. März 1794 guillotiniert.

## Ehen und Familie
Am 20. April 1734 heiratete Augustin Joseph de Mailly in erster Ehe Constance Colbert de Torcy (* 1710; † 13. Dezember 1734), Tochter von Jean-Baptiste Colbert, Marquis de Torcy, Croissy, Sablé, Bois-Dauphin, La Barre, etc., Ministre d’Etat, und Catherine-Félicité Arnaud de Pomponne. Ihre gemeinsamen Kinder sind:
- Catherine Félicité Josèphe Constance (* 2. September 1733; † 18. April 1734)
- Joséphine (* 12. September 1734; † 16. September 1734), und ihre Zwillingsschwester
- Anne Marie Constance (* 12. September 1734; † 15. September 1783); ⚭ 10. Januar 1747 Marc-René de Voyer de Paulmy d’Argenson (* 20. September 1722; † 18. September 1782), Lieutenant-général des Armées du Roi, Directeur-général des Haras

Am 26. Februar 1737 heiratete er in zweiter Ehe Marie Michelle de Séricourt, marquis d‘Esclainvillers (* 18. Juni 1713; † 28. September 1778), Tochter von Charles-Timoléon, Marquis d’Esclainvilliers, und Marie-Michelle de Court de Bouville. Mit ihr hatte er vier Kinder:
- Joseph († 1746) Capitaine des Gendarmes écossais en survivance
- Louis Marie (* 23. November 1744; † 6. Dezember 1792), Comte, später Marquis de Mailly, schließlich Duc de Mailly d'Haucourt; ⚭ (Ehevertrag 25. Januar 1762) Marie-Jeanne de Talleyrand-Périgord (* 4. August 1748; † vor 1792), Tochter von Gabriel Marie de Talleyrand-Périgord, Comte de Périgord, und Marie-Françoise Marguerite de Talleyrand-Périgord, Princesse de Chalais
- Joséphine († jung)
- Tochter († 1749)

Seine dritte Ehe schloss Augustin Joseph de Mailly per Ehevertrag vom 6. April 1780 mit Blanche Charlotte Marie Félicité de Narbonne-Pelet (* 1761; † 15. Januar 1840), Tochter von François-Raymond Joseph de Narbonne-Pelet, Vicomte de Narbonne, Lieutenant-Général des Armées du Roi, und Lucrèce-Pauline Marie Anne de Ricard. Aus dieser Ehe hatte er einen Sohn:
- Adrien Augustin Amalric (* 19. Februar 1792; † 1. Juli 1878) Comte de Mailly, Marquis d‘Haucourt, Prince d‘Orange et de LIsle-Montréal, 1815 Comte et Pair de France; ⚭ 10. September 1815 Eugénie-Henriette de Lonlay de Villepail († 1. Juli 1878) Tochter von Alexandre-François de Lonlay, Marquis de Villepail, und Anne-Marie de Trie

## Werke
- Histoire de la campagne de l’année 1734 en Allemagne, commandée par le maréchal de Berwick, et après sa mort par le maréchal d'Asfeld. Écrite par les officiers de l'état-major avec des Notes des différent partis qui la divisoient, et conservée dans les portefeuilles du comte de Mailly, mestre de camp de cavalerie dans cette année et depuis maréchal de France.
- Lettre de M. le maréchal de Mailly au roi, sur l'administration intérieure qu'il a remplie en Roussillon, 1790.